# Робертсон (Вайомінг)
Робертсон (англ. Robertson) — переписна місцевість (CDP) в США, в окрузі Юїнта штату Вайомінг. Населення — 95 осіб (2020).

## Географія
Робертсон розташований за координатами 41°10′54″ пн. ш. 110°25′39″ зх. д. / 41.18167° пн. ш. 110.42750° зх. д. (41.181572, -110.427396).  За даними Бюро перепису населення США в 2010 році переписна місцевість мала площу 8,05 км², уся площа — суходіл.

## Демографія
Згідно з переписом 2010 року, у переписній місцевості мешкало 97 осіб у 34 домогосподарствах у складі 24 родин. Густота населення становила 12 особи/км².  Було 39 помешкань (5/км²).
Расовий склад населення:
| - 100,0 % — білих |

До двох чи більше рас належало 0,0 %. Частка іспаномовних становила 1,0 % від усіх жителів.
За віковим діапазоном населення розподілялося таким чином: 32,0 % — особи молодші 18 років, 55,6 % — особи у віці 18—64 років, 12,4 % — особи у віці 65 років та старші. Медіана віку мешканця становила 40,5 року. На 100 осіб жіночої статі у переписній місцевості припадало 131,0 чоловіків;  на 100 жінок у віці від 18 років та старших — 106,2 чоловіків також старших 18 років.
Цивільне працевлаштоване населення становило 79 осіб. Основні галузі зайнятості: роздрібна торгівля — 48,1 %, оптова торгівля — 29,1 %, освіта, охорона здоров'я та соціальна допомога — 22,8 %.